# Relação entre matemática e física

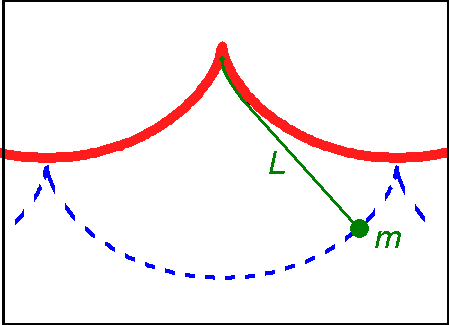
Um pêndulo cicloidal é isocrônico, um fato descoberto e provado por Christiaan Huygens sob certas pressuposições matemáticas.

A relação entre matemática e física é um tema tratado por filósofos, matemáticos e físicos desde a Antiguidade. Em geral, considerada uma relação de grande intimidade, a matemática já foi descrita como uma "ferramenta essencial para a física" e a física já foi descrita como "uma rica fonte de inspiração e insight para a matemática".
Em sua obra Física, um dos temas tratados por Aristóteles é sobre como o estudo dos matemáticos difere daquele realizado pelos físicos. Considerações acerca de a matemática ser a linguagem da natureza podem ser encontradas nas ideias dos Pitagóricos: as convicções de que "os números governam o mundo" e "tudo são números", e dois milênios depois foram expressas também por Galileu Galilei: "O livro da natureza está escrito na linguagem da matemática".
A partir do século XVII, muitos dos mais importantes avanços em matemática surgiram motivados do estudo de física, uma tendência que continuou nos séculos seguintes (embora, a partir do século XIX, a matemática tenha começado a se tornar cada vez mais independente da física). A criação e desenvolvimento do cálculo foram fortemente atrelados às necessidades da física: Havia a necessidade de uma nova linguagem matemática para lidar com a nova dinâmica que tinha surgido dos trabalhos de estudiosos desde Galileu Galilei até Isaac Newton. Nesse período não havia muita distinção entre física e matemática, como exemplo: Newton considerava a geometria como um ramo da mecânica.

## Problemas
Alguns dos problemas discutidos são os seguintes:
- Explicar a eficácia da matemática no estudo do mundo físico: "Há um enigma que em todas as épocas agitou as mentes curiosas. Como pode a matemática, afinal um produto do pensamento humano que é independente da experiência, ser tão admiravelmente apropriada aos objetos da realidade?" —Albert Einstein, em Geometry and Experience (1921).[14]
- Delimitar claramente matemática e física: Para alguns resultados ou descobertas, é difícil dizer a qual área pertencem: se à matemática ou à física.[15]